# Кисак (Кантал)
Кисак (фр. Cussac) насеље је и општина у централној Француској у региону Оверња, у департману Кантал која припада префектури Сен Флур.
По подацима из 2011. године у општини је живело 137 становника, а густина насељености је износила 10,01 становника/km². Општина се простире на површини од 13,68 km². Налази се на средњој надморској висини од 1070 метара (максималној 1.079 m, а минималној 880 m).

## Демографија
| 1962. | 1968. | 1975. | 1982. | 1990. | 1999. | 2011. |
| ----- | ----- | ----- | ----- | ----- | ----- | ----- |
| 190   | 236   | 203   | 175   | 160   | 135   | 137   |

График промене броја становника у току последњих година